# Казахстанський теньге
Казахста́нський теньге́ (каз. теңге, teñge) — офіційна валюта Казахстану. Поділяється на 100 тиїнів (каз. тиын). Введена 15 листопада 1993 року на заміну карбованця СРСР за курсом 1 теньге = 500 крб. На сьогодні існують тільки монети і банкноти теньге. Тиїни були виведені з обігу.

## Походження назви
Назва валюти походить від тюркського слова «таньга» або «деньге», що означає міру ваги і, отже, має аналогічне значення, що й фунт, ліра і песо. Від цього слова в свою чергу пішло російське слово «деньги».

## Історія
Казахстан був однією з останніх країн СНД, що ввели національну валюту. У 1991 році була створена «спеціальна група» дизайнерів, до якої увійшли: Мендибай Алін, Тимур Сулейменов, Агімсали Дузельханов і Хайрулла Габжалілов. 12 листопада 1993 був виданий указ Президента Республіки Казахстан «Про введення національної валюти Республіки Казахстан». 15 листопада 1993 теньге був введений в обіг. Таким, 15 листопада відзначається як «День національної валюти Республіки Казахстан». У 1995 році фабрика, що друкувала теньге була відкрита у Казахстані. Перша партія теньге була надрукована за кордоном, у Великій Британії. Перші монети були викарбувані в Німеччині.

### Символ
У листопаді 2006 року Національний банк Республіки Казахстан провів конкурс на зображення символу тенге. З 30 тисяч представлених на конкурс робіт 29 березня 2007 року було затверджено новий символ тенге, автори якого, Вадим Давиденко і Санжар Амерханов, отримали премію в 1 млн тенге (за курсом, який діяв тоді, близько 8 тис. доларів) від Національного банку Казахстану і ще п'ять тисяч доларів від казахського банку «Альянс». Після публікації результатів конкурсу вибухнув скандал, оскільки з'ясувалося, що новий символ тенге нічим не відрізняється від символу японської поштової служби, що використовується вже понад 120 років. 

## Банкноти
Сучасні банкноти теньге були введені 2006 року й замінили введені 1993 року.
Є 7 банкнот — номіналом у 100, 200, 500, 1000, 2000, 5000, 10000 i 20000 теньге.
| Аверс | Реверс | Номінал       | Розмір      | Колір                              | Мотив |
| ----- | ------ | ------------- | ----------- | ---------------------------------- | --- |
|       |        | 200 теньге    | 126 × 64 мм | помаранчевий                       | Міністерство транспорту та зв'язку і крилатий сніжний барс на мосту через річку Ішим, Міністерство оборони Казахстану на фоні степу |
|       |        | 500 теньге    | 130 × 67 мм | синій                              | Міністерство фінансів і акімат (мерія) Астани, чайки над морем                                                                      |
|       |        | 1 000 теньге  | 134 × 70 мм | коричневий                         | контур карти Казахстану з зображенням плато Устюрт                                                                                  |
|       |        | 2 000 теньге  | 139 × 73 мм | зелений                            | контур карти Казахстану з зображенням річки Іртиш                                                                                   |
|       |        | 5 000 теньге  | 144 × 76 мм | від темно-коричневого до червоного | Монумент Незалежності, готель Казахстан, контур карти Казахстану із зображенням гір Заілійського Алатау                             |
|       |        | 10 000 теньге | 149 × 79 мм | фіолетовий                         | Палац «Ак Орда», карта-схема Казахстану                                                                                             |

### Пам'ятні банкноти
| Зображення | Зображення | Номінал (теньге) | Розміри (мм) | Опис | Опис | Дати              | Дати | Дати              |
| Аверс      | Реверс     | Номінал (теньге) | Розміри (мм) | Аверс | Реверс | введення          | друк | вилучення         |
| ---------- | ---------- | ---------------- | ------------ | --- | --- | ----------------- | ---- | ----------------- |
|            |            | 1000             | 134×70       | герб Казахстану; національні орнаменти і птахи, що летять; монумент "Байтерек" в Астані                                           | резиденція Президента Казахстану «Акорда» в Астані; національні орнаменти; зображення птаха                                                                                   | 5 січня 2010      | 2010 | у обігу           |
|            |            | 1000             | 134×70       | купол мавзолею Ходжі Ахмеда Ясаві; державний герб і прапор Казахстану                                                             | мавзолей Ходжі Ахмеда Ясаві | 25 травня 2011    | 2011 | у обігу           |
|            |            | 1000             | 134×70       | монумент «Казак ели» і фрагмент скульптури «Кюль-тегін»; голуби, що летять; державний герб і прапор Казахстану                    | наскельні зображення тюркських воїнів; пам'ятка тюркської писемності | 12 грудня 2013    | 2013 | у обігу           |
|            |            | 2000             | 139×73       | монумент Байтерек; ноти державного гімну, прапор і герб Казахстану; долоня руки; наскельне зображення                             | лижник на тлі гір і символіка VII Зимових Азійських ігор | 17 січня 2011     | 2011 | у обігу           |
|            |            | 5000             | 149×77       | портрет Аль-Фарабі, надпечатка на каз. ҚАЗАҚСТАН РЕСПУБЛИКАСЫНЫҢ ТӘУЕЛСІЗДІГІНЕ 10 и укр. 10 НЕЗАЛЕЖНОСТІ РЕСПУБЛІКИ КАЗАХСТАН    | фрагмент мавзолею Ходжі Ахмеда Ясаві | 16 грудня 2001    | 2001 | 15 листопада 2007 |
|            |            | 5000             | 144×76       | монумент Байтерек; ноти державного гімну, прапор і герб Казахстану; долоня руки; наскельне зображення                             | монумент незалежності та готель «Казахстан» в Алма-Аті контур карти Казахстану із зображенням гір                                                                             | 8 липня 2008      | 2008 | у обігу           |
|            |            | 10 000           | 149×79       | монумент «Казак ели»; голуби, що летять; державний герб і прапор Казахстану                                                       | резиденція Президента Казахстану «Акорда» в Астані; контур карти Казахстану; напис і логотип святкування 20-річчя незалежності                                                | 4 липня 2011 року | 2011 | у обігу           |
|            |            | 10 000           | 149×79       | монумент «Казак ели»; фрагмент головного убору Іссикської золотої людини; гори Заїлійського Алатау                                | портрет Нурсултана Назарбаєва; будівлі Астани; монумент «Байтерек» | 1 грудня 2016     | 2016 | у обігу           |
|            |            | 20 000           | 155×79       | монумент «Казак ели»; голуби, що летять, і тріумфальна арка; державний герб і прапор Казахстану                                   | резиденція Президента Казахстану «Акорда» в Астані; будівля Парламенту та Уряду Республіки Казахстан; контур карти Казахстану; напис і логотип 20-річчя тенге                 | 1 грудня 2015     | 2013 | у обігу           |
|            |            | 20 000           | 155×79       | монумент «Казак ели»; голуби, що летять, і тріумфальна арка; державний герб і прапор Казахстану; логотип «QAZAQSTAN ULTTYQ BANKI» | портрет Нурсултана Назарбаєва; резиденція Президента Казахстану «Акорда» та інші будівлі в Астані; контур карти Казахстану; напис і логотип святкування 30-річчя незалежності | 1 грудня 2021     | 2021 | у обігу           |
|            |            | 10 000           |              | Монета теньге, стрічка Мебіуса, карта Казахстану з регіонами, оформлена в традиційному стилі                                      | Контур євразійського континенту, монета теньге, стрічка Мебіуса | 2023              | 2023 | у обігу           |
|            |            |                  |              | | |                   |      |                   |

## Монети
В даний час існують монети номіналом в 1, 2, 5, 10, 20, 50 і 100 теньге. На аверсі монет теньге зображено номінал монети, а на реверсі герб Казахстану. У 1993 році було введено в обіг монети 1, 2, 5 і 20 теньге, монету 50 теньге було введено в 1997 році і 100 теньге — у 2002 році. Тільки в 2005 році було введено в обіг монету у два теньге.
Монета 100 теньге складається з двох різних сплавів (біметали і мідно-нікелевого сплаву). Монети 50 і 20 теньге виготовлені з мідно-нікелевого сплаву, а і інші монети виготовлені з латуні.
| Номінал монети | Зображення | Вага   | Діаметр  | Мотив           |
| -------------- | ---------- | ------ | -------- | --------------- |
| 1 теньге       |            | 1,63 г | 15 мм    | Герб Казахстану |
| 2 теньге       |            | 1,84 г | 16 мм    | Герб Казахстану |
| 5 теньге       |            | 2,18 г | 17,27 мм | Герб Казахстану |
| 10 теньге      |            | 2,81 г | 19,56 мм | Герб Казахстану |
| 20 теньге      |            | 2,9 г  | 18,27 мм | Герб Казахстану |
| 50 теньге      |            | 4,7 г  | 23 мм    | Герб Казахстану |
| 100 теньге     |            | 6,65 г | 24,5 мм  | Герб Казахстану |